# 뿔 난 남신

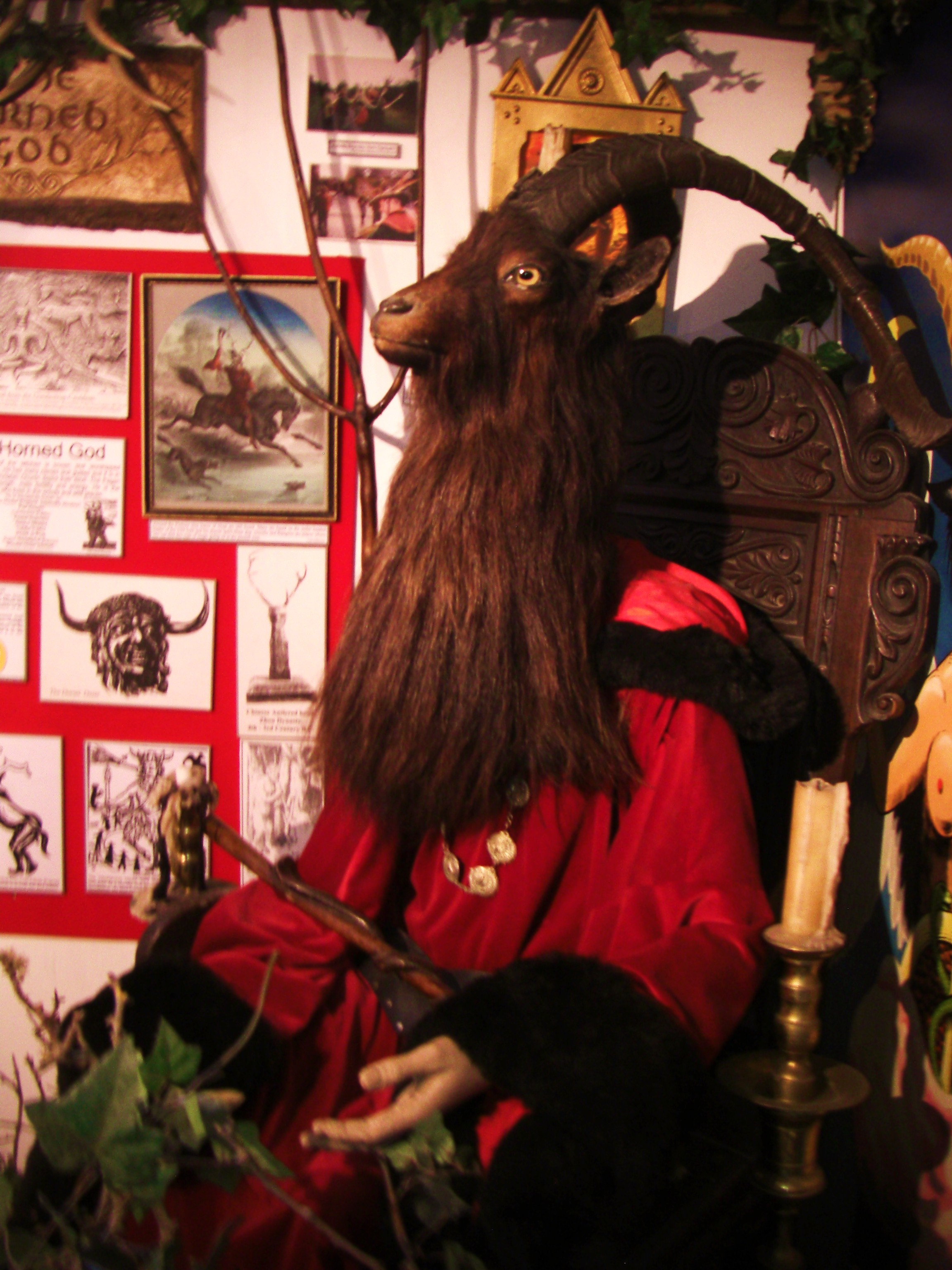
콘월의 위치크래프트 박물관에 소장된 뿔 난 남신 조각상.

뿔 난 남신(Horned God)은 위카를 비롯한 여러 신이교에서 나타나는 중요한 두 신 중 하나로, 나머지는 삼여신 또는 대지모신이다. 뿔 난 남신과 그와 대비되는 여신은 위카의 이신론에서 각각 남성적인 것과 여성적인 것을 대변한다. 대체로 위카에서 뿔 난 신은 야성, 자연, 성애, 사냥, 생명의 순환 등을 상징한다.:32–34 뿔 난 신의 모습은 묘사하는 사람마다 제각각이고 뿔이 있다는 것만 공통적으로 나타난다. 이 뿔은 소뿔이나 양뿔 같은 한가닥 짜리일 수도 있고, 여러 가지를 친 녹각일 수도 있다. 짐승의 머리를 가진 경우도 흔한데, 이는 "신과 동물의 결합"을 강조하는 것이며 여기서 동물이라 함은 인간도 포함되는 것이다.:11

## 같이 보기
- 디오니소스
- 케르눈노스
- 에아
- 사냥꾼 허른
- 뿔투구
- 크람푸스
- 판 (신화)
- 사티로스